# Požganica
Požganica je slovenski kolektivni roman, delo pisatelja Prežihovega Voranca, ki je prvič izšlo leta 1939.
Avtor v delu predstavlja dogajanje na avstrijskem Koroškem po prvi svetovni vojni do koroškega plebiscita in usode koroških Slovencev pod Avstrijo.